# 専門経営者
専門経営者（せんもんけいえいしゃ）とは経営学用語の一つ。これは社会において企業の経営者を専門の職業としている者のことを言う。専門経営者が経営者の地位に就く場合には、企業の前の経営者が退陣した後に就く新たな経営者を選定する場合に、外部の人間を同社の経営者という形で招いて就かせるという形式である。この専門経営者というのは経営大学院を出ていたり、既に数多くの企業を渡り歩いて豊富な経験や実績を上げているなどという形での有能な人材である。このような専門経営者を就かせるようになっている企業というのは、企業そのものが大規模となり複雑化しており、このことから多くの業務をこなすことができる有能な人材こそが経営者の地位に就くのにふさわしいためである。そして有能な人材が経営者の地位に就いたならばそれだけ企業は多くの利益を上げることができるからである。日本の企業においては長らく経営者に就くというのは、企業内において実績を上げると共に昇進をしたためであったり、株主の意向により選定されるなどという形が主流であった。だが近年の日本でも専門経営者という者が企業の経営者となることが多くなっている。